# Ingrid Davis
Ingrid Davis (* 24. September 1969  in Aachen) ist eine deutsche Kriminalschriftstellerin.

## Ausbildung und Beruf
Nach ihrem Abitur studierte sie Anglistik  an der RWTH Aachen.
Hauptberuflich ist Ingrid Davis Leiterin des Bereiches „Marketing & Produktmanagement“ bei der Aachener MVG Medienproduktion und Vertriebsgesellschaft. Sie ist seit 2015 ehrenamtliches Mitglied im Prüfungsausschuss für den Ausbildungsberuf  Kaufmann/Kauffrau  für  Büromanagement  der  IHK Aachen.
Sie war bis zu seinem Tod im Jahr 2018 mit dem Anglisten Geoffrey Davis verheiratet.

## Wirken als Kriminalautorin
2017 erschien, noch unter dem Pseudonym Robin Armstrong, im Eigenverlag ihr Debütroman „Vergeben und Vergessen“, den sie ein Jahr später unter dem Titel „Aachener  Todesreigen“ im KBV-Verlag unter ihrem Klarnamen wiederveröffentlichte. Inzwischen sind zehn Romane um die Aachener Privatdetektivin Britta Sander entstanden.
Ingrid Davis ist Mitglied der Autorengruppen „Syndikat“ und „Mörderische Schwestern“.

## Werke
- Vergeben und Vergessen (2017). Selbstverlag, Aachen, ISBN 978-3-00056-0187.
- Aachener Todesreigen (2018). KBV-Verlag, Hillesheim, ISBN 978-3-95441-4116.
- Aachener Intrigen (2018). KBV-Verlag, Hillesheim, ISBN 978-3-95441-4123.
- Aachener Gangster (2018).  KBV-Verlag, Hillesheim, ISBN 978-3-95441-4383.
- Aachener Untiefen (2019). KBV-Verlag, Hillesheim, ISBN 978-3-95441-4598.
- Aachener Abgründe (2020). KBV-Verlag, Hillesheim, ISBN 978-3-95441-530-4.
- Aachener Abrechnung (2021). KBV-Verlag, Hillesheim, ISBN 978-3-95441-554-0.
- Aachener Zwietracht (2022). KBV-Verlag, Hillesheim, ISBN 978-3-95441-6028.
- Aachener Hindernisse (2023). KBV-Verlag, Hillesheim, ISBN 978-3-95441-645-5.
- Aachener Scheinheilige (2024). KBV-Verlag, Hillesheim, ISBN 978-3-95441-677-6.
- Aachener Finsternis (2025). KBV-Verlag, Hillesheim, ISBN 978-3-95441-720-9.